# Zügel (Vogel)

Pfeil 11 verweist auf den Zügel

Der Begriff Zügel bezeichnet in der Ornithologie einen Bereich des Vogelkopfes, der sich von der Schnabelbasis bis zum Auge erstreckt. In der rechts stehenden Grafik ist dieser Bereich mit „11“ gekennzeichnet. Der Bereich kann der Farbe des übrigen Kopfgefieders entsprechen. Er kann gänzlich unbefiedert sein, sich aber durch eine andere Gefiederfärbung auch auffällig vom übrigen Kopfgefieder abheben. In diesen Fällen wird auch von einem Zügelstreif gesprochen, beispielsweise eine arttypische Gefiederfärbung als „weißes Kopfgefieder mit einem schwarzen Zügelstreif“ beschrieben. Setzt er sich hinter dem Auge fort (verläuft also gleichsam über das Auge), spricht man auch vom Augenstreif. Der Überaugenstreif dagegen bezeichnet eine streifenförmige Federpartie über dem Auge, die einen farblichen Kontrast zum übrigen Kopfgefieder bildet.

## Beispiele
Auffällige Zügelstreife findet man in vielen Vogelfamilien. Beispiele für Vogelarten sind beispielsweise:
- Seeregenpfeifer mit Zügelstreif
- Weißstirn-Regenpfeifer mit Zügelstreif
- Silberreiher mit unbefiedertem Zügel
- Trugwaldsänger mit schwarzem Zügel, Augenbereich und Ohrdecken

## Galerie

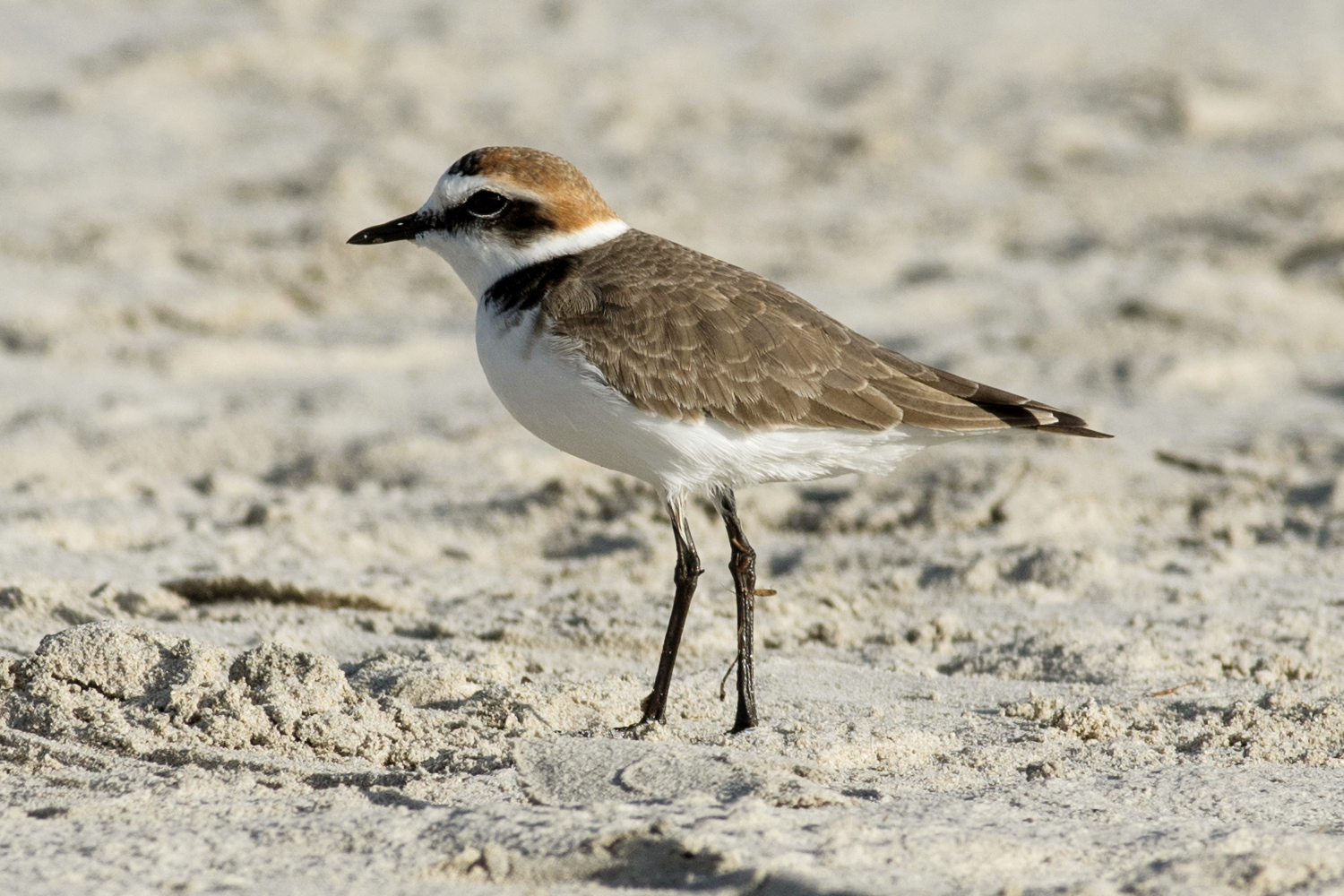
Seeregenpfeifer
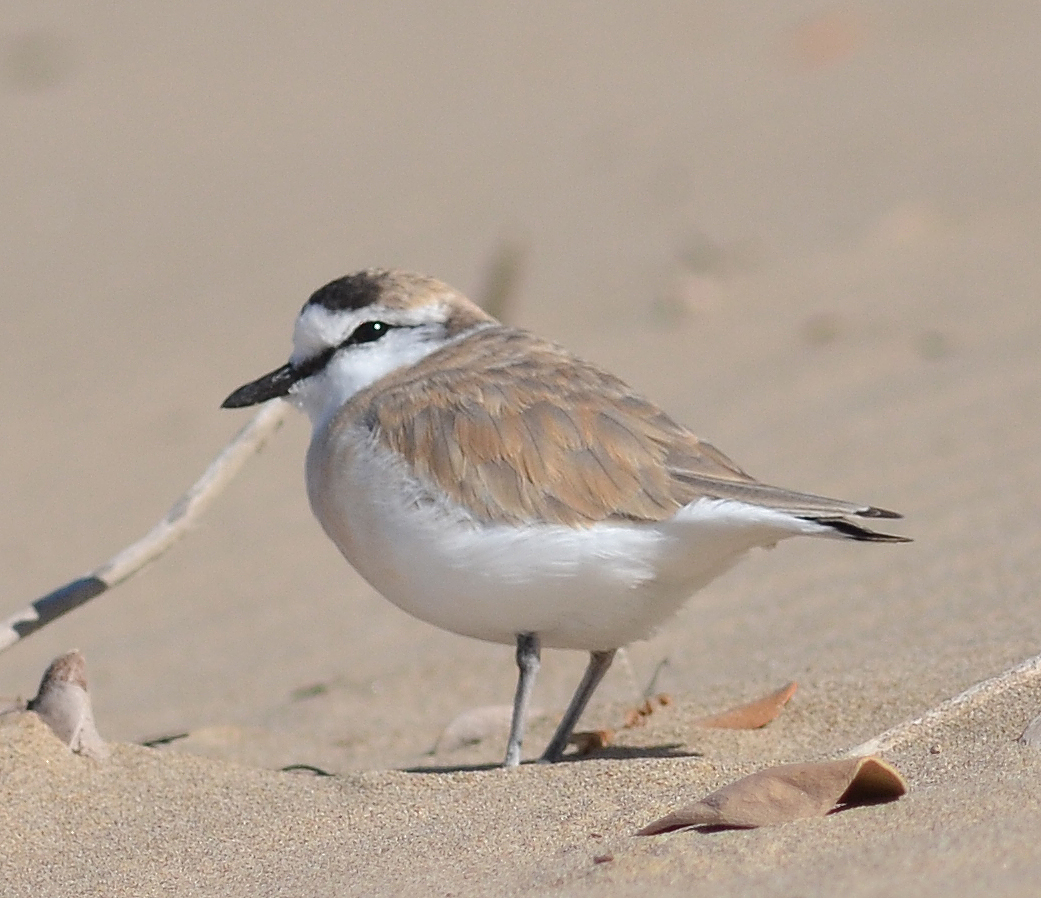
Weißstirnregenpfeifer
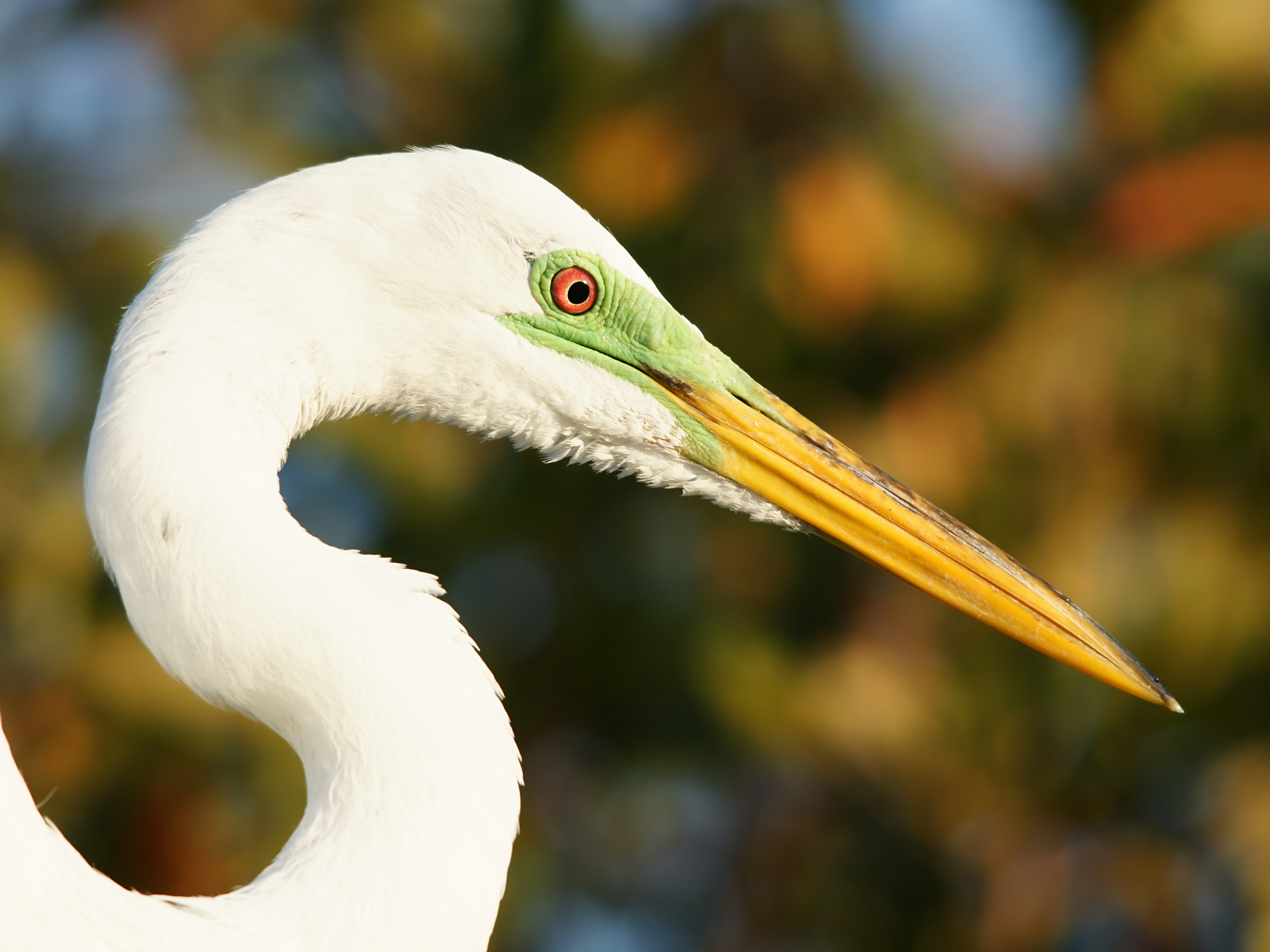
Silberreiher, nackter Zügel
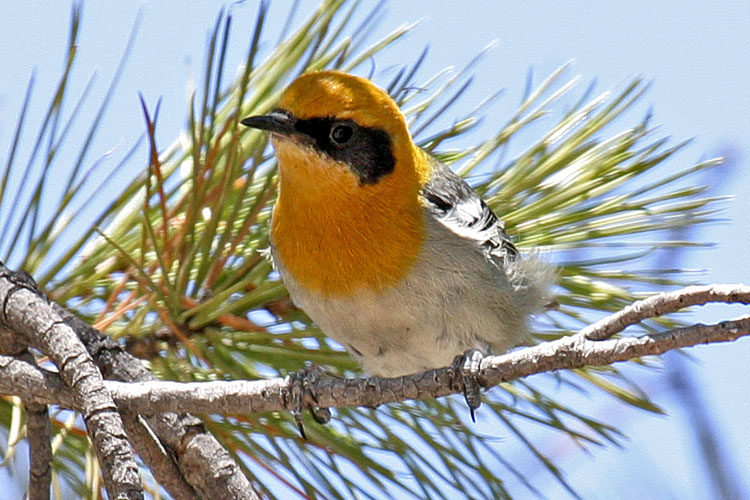
Trugwaldsänger, mit schwarzem Zügel, Augenbereich und Ohrdecken